# Ben Djerrah
Ben Djerrah è un comune dell'Algeria, situato nella provincia di Guelma.